# Lago Abitibi
Il lago Abitibi (in inglese Abitibi Lake, in francese Lac Abitibi) è un lago situato nella provincia canadese dell'Ontario, al confine con la provincia del Québec. Il lago, suddiviso in due parti distinte da una breve strettoia, è poco profondo e costellato di isole. La sua superficie è di 931 km².
Il lago ha come emissario l'omonimo fiume Abitibi (in inglese Abitibi River), che dopo 540 km sfocia nella Baia di James.
Il nome "Abitibi" viene dai termini algonchini abitah, metà, e nipi, acqua, che potrebbero essere un riferimento alla sua collocazione geografica tra il fiume Harricana a est e il sistema fluviale Kapuskasing-Mattagami a ovest.
Il lago non è navigabile nei mesi invernali, a causa del ghiaccio.